# Reste encore
Singles de Nolwenn Leroy
J'aimais tant l'aimer
(2007) Faut il, Faut il pas ?
(2007)
Pistes de Histoires Naturelles
L'enfant cerf-volant Mon ange
Reste encore est le neuvième single de la chanteuse Nolwenn Leroy et cinquième extrait de son deuxième album studio Histoires naturelles.